# Пенобскот (округ, Мен)
Шаблон:StateAbbr_ 45°10′19″ пн. ш. 68°43′21″ зх. д. / 45.171928° пн. ш. 68.722466° зх. д.
Округ Пенобскот (англ. Penobscot County) — округ (графство) у штаті Мен, США. Ідентифікатор округу 23019.

## Історія
Округ утворений 1816 року.

## Демографія
За даними перепису
2000 року
загальне населення округу становило 144919 осіб, зокрема міського населення було 63784, а сільського — 81135.
Серед мешканців округу чоловіків було 70715, а жінок — 74204. В окрузі було 58096 домогосподарств, 37813 родин, які мешкали в 66847 будинках.
Середній розмір родини становив 2,88.
Віковий розподіл населення поданий у таблиці:
| Стать    | До 15 років | 15-21 | 22-29 | 30-39 | 40-49 | 50-65 | 65-85 | Понад 85 |
| -------- | ----------- | ----- | ----- | ----- | ----- | ----- | ----- | -------- |
| Чоловіки | 13848       | 8447  | 7217  | 10268 | 11621 | 11492 | 7273  | 549      |
| Жінки    | 13029       | 8259  | 7207  | 10868 | 11955 | 11788 | 9471  | 1627     |

## Виноски
1. ↑  U.S. Decennial Census. United States Census Bureau. Процитовано 7 вересня 2014.
2. ↑  Historical Census Browser. University of Virginia Library. Архів оригіналу за 11 серпня 2012. Процитовано 7 вересня 2014.
3. ↑  Population of Counties by Decennial Census: 1900 to 1990. United States Census Bureau. Процитовано 7 вересня 2014.
4. ↑  Census 2000 PHC-T-4. Ranking Tables for Counties: 1990 and 2000 (PDF). United States Census Bureau. Процитовано 7 вересня 2014.
5. ↑  State & County QuickFacts. United States Census Bureau. Архів оригіналу за 6 червня 2011. Процитовано 19 серпня 2013.(англ.) Наведено за англійською вікіпедією.
6. ↑  American FactFinder. Бюро перепису населення США. Архів оригіналу за 26 лютого 2012. Процитовано 31 січня 2008.

| США | Це незавершена стаття з географії США. Ви можете допомогти проєкту, виправивши або дописавши її. |